# Draculas ring
 For alternative betydninger, se Dracula. (Se også artikler, som begynder med Dracula)
Draculas Ring en en tv-miniserie på syv afsnit, der blev vist hver aften i efterårsferien 1978, del 1 den 15. oktober og del 7 den 21. oktober 1978. Hvert afsnit varede cirka 15 minutter og havde sin egen undertitel, for eksempel "Gravfreden brydes", ”Godaften, mit navn er grev Dracula” og ”Ingen vampyrer i Aarhus”.
Serien var Danmarks Radios forsøg på at lave en gyserføljeton, omend resultatet snarere havde karakter af gyserkomedie. Den var forfattet og instrueret af Flemming la Cour og Edmondt Jensen for Danmarks Radios UHA-redaktion. Seriens musiske tema var af Willy Grevelund, og fotograf på serien var Ib Skov.
Grev Dracula spilles af Bent Børgesen med hugtænder, kappe, bredskygget hat og overskæg. Også de andre hovedrolleindehavere var relativt ukendte. I mindre gæsteroller ses dog en række af tidens kendte tv-skuespillere og tv-værter, deriblandt Anniqa, Rolv Wesenlund (Fleksnes) og Jørgen de Mylius, alle tre som ofre.
Draculas Ring er aldrig blevet genudsendt, selvom dens trediveårsjubilæum i 2008 havde været en god anledning. Der er et klip fra serien på Youtube, Draculas ring, Ingen vampyrer i Århus. Klippene stammer fra afsnit 3, afsnit 4 og afsnit 6. Serien kan pt. oktober 2022, ses på Dansk Kulturarv / DR Gensyn.

## Handling
Tre unge danskere holder ferie på Malta. I kælderen under en gammel borgruin finder de en fingerring og en stensarkofag, og får ved et uheld løsnet de kæder, der har forseglet sarkofagen. I kisten vågner grev Dracula – og han vil have sin ring igen! Vampyrgreven følger derfor de tre turister hjem til Danmark, med dramatiske møder i København, Aalborg, og hvor serien ender med en dramatisk konfrontation i Aarhus.

## Medvirkende
- Bent Børgesen (Dracula)
- Brita Fogsgaard (Minna Mortensen)
- Søren Steen (John Harker)
- Ejnar Hans Jensen (Orla Johansen)
- Gitte Herman (Guide)
- Mary C. Collieri (Postkortdame)
- Edmondt Jensen (Dansk turist på Malta)
- Jørgen de Mylius (Pasbetjent)
- Jens Pedersen (Igor, Taxachauffør)
- Lene Axelsen (Chris)
- Rolv Wesenlund (Vicevært)
- Ann Liza (Dame på toilet)
- Anniqa (Disc jockey)